# Антіох VII
Антіох VII Евергет (дав.-гр. Ἀντίοχος Ζ΄ Ευεργέτης; близько 160 до н. е. — 129 до н. е.), прозваний Сідетом (дав.-гр. Σιδήτης) — басилевс держави Селевкідів з 138 до н. е. Антіох VII переміг узурпатора Діодота Трифона та відновив владу Селевкідів над Сирією, втрачену його братом Деметрієм II Нікатором. Після річної облоги Єрусалиму встановив свою владу на Юдеєю, змусивши єврейського первосвященика Йоханана Гіркана сплачувати данину. У східній кампанії басилевсу вдалося повернути майже всі території втрачені внаслідок парфянської агресії, але наступні невдачі призвели до поразки еллінів та його смерті. Хоча Антіоху і вдалося укріпити державу, але поразка від парфян призвела до краху Держави Селевкідів, котра після поразки обмежувалася лише Сирією та Кілікією.

## Походження та прихід до влади
Антіох був молодшим сином селевкідського басилевса Деметрія I Сотера та його дружини Лаодіки, котру більшість дослідників ототожнюють з Лаодікою V, дружиною останнього басилевса Македонії, Персея. У такому випадку батьки Антіоха були рідними братом та сестрою. Однак, деякі дослідники заперечують таке ототожнення. Історик Кей Елінґ висловлював сумнів, що цей шлюб міг статися та припускав, що хтось з дітей міг народитись від наложниці. Окрім Антіоха подружжя мало ще двох синів, Антигона та Деметрія. Серед науковців немає одностайної думки хто був первістком Деметрія I. За версією висунутою Едвіном Бівеном, Антигон міг бути старшим сином басилевса, однак Огюст Буше-Леклерк її оскаржив, назвавши Антигона наймолодшим і припустив, що на час війни він був ще немовлям. Ганс Фолькман висунув версію, що первістком був Деметрій, однак Кей Елінґ зазначав, що він використовував епіклесу Філадельф (дав.-гр. Φιλάδελφος; Братолюблячий), яку зазвичай носили молодші брати та тому старшим з братів був саме Антіох. Твердження давніх істориків, Марка Юніана Юстина та Порфирія, що старшим сином був Деметрій, Елінґ пояснював їх помилкою. Вони вирішили, що перший хто став правити та був старшим.
Дата народження Антіоха достеменно невідома. Вона вираховується згідно з твердженням з Хроніки Євсевія Кесарійського, що басилевс помер у віці 35 років. Тоді виходить, що він народився близько 164 до н. е. У той час його батько перебував у Римі заложником. Едвін Беван критикував цю дату, стверджуючи, що Деметрій I одружився з сестрою вже після того, як став басилевсом у 162 до н. е. Тому він датував народження Антіоха більш пізнім часом, до 159 року до н. е. Кей Елінґ виходячи з того, що Антіох був старшим з братів, вважав, що він народився або у 164 році до н. е. у Римі, або близько 161 року до н. е. у Сирії.
Коли проти Деметрія I виступив інший претендент на владу, Александр I Балас, він відіслав у 152 році до н. е. двох синів, Антіоха та Деметрія, до Кніду у Карії. Надалі Антіох ріс у памфілійському місті Сіде, за що та отримав прізвисько Сідет. Він залишився на чужині й після того, як його брат Деметрій II Нікатор повалив Александра I Баласа, і сам став басилевсом.
Після невдалого парфянського походу Деметрія II, котрий закінчився його полоном, держава Селевкідів опинилась без правителя. Одночасно узурпатор Діодот Трифон контролював значну територію Сирії, разом з її столицею Антіохією-на-Оронті. У цей складний для держави момент Антіох перебував на Родосі. На думку історика Джона Гренджера, Антіох переїхав до Родоса побоючись Діодота Трифона, оскільки останній мав близькі стосунки з кілікійськими піратами, які діяли поблизу від Сіде. Дізнавшись про полон брата, він повертається на батьківщину. У Селевкії Піерії Антіох зустрічається з Клеопатрою Теєю, дружиною брата. Йосип Флавій стверджував, що Антіоха до Селевкії запросила саме Клеопатра. Антіох одружується з Клеопатрою та усиновлює свого племінника — Селевка. Буше-Леклерк зазначав, що шлюб з египетською принцесою надав якщо не дієву підтримку, то хоча б нейтралитет держави Птолемеїв у сирійських справах. Перша книга Макавеїв називає початком правління Антіоха VII ΔΟΡ (174) рік, вважається, що ця дата дана по ері Селевкідів, питомий рік тривав з жовтня 138 до вересня 137 років до н. е., це підтверджується свідченнями Порфирія — четвертий рік 160 Олімпіади (138/137 роки до н. е.). Виходячи з повідомлення Юстина, що весілля відбулося незабаром після воцаріння, сучасний історик Кріс Беннет датував його початком 137 року до н. е. Антіох VII стає першим за довгий час басилевсом, котрий отримує підтримку серед греко-македонського населення країни.
Історики висували різні версії щодо дати воцаріння Антіох VII, Джон Гренджер датував його прибуття 139 роком до н. е., відмічаючи, що, згідно Астрономічним щоденникам Вавилону, Деметрій II ще залишався басилевсом і продовжував воювати з парфянами до свого полону у середині 138 року до н. е. Кей Елінґ відмічав, що на монетах Деметрія II викарбованих у 139 році до н. е. вже відсутня епіклеса Філадельф, що він пояснював амбіціями Антіоха VII на владу.

## Боротьба з Діодотом Трифоном
Молодий басилевс зміг зібрати навколо себе багато прихильників і досить швидко захопив Сирію. Діодот Трифон втік до Фінікії, але Антіох VII переслідував його до фортеці Дора, де сховався узурпатор. Дора вважалася неприступною, тому Антіоху довелося взяти її в облогу. У той же час басилевс надіслав посланців до юдейського первосвященика Симона Хасмонея з закликом про допомогу. Симон відгукнувся на прохання Антіоха VII, через те, що Трифон раніше підступно вбив Йонатана, брата Симона. Первосвященник відправив до басилевса дві тисячі відбірних воїнів, золото, срібло та припаси. Також Антіох VII отримав сильний флот від міста-держави Арвад, котрий йому був потрібен щоб заблокувати Дору з боку моря. Вдячний басилевс, після перемоги над узурпатором, повернув Арваду право карбувати власну монету, якого воно було позбавлено 43 роки тому. Як зазначав дослідник Еліас Бікерман, це була останньою згадкою про флот Селевкідів в історичних джерелах. Трифону вдалося втекти з фортеці в Апамею, однак під час облоги міста він був схоплений та страчений за наказом Антіоха VII або, за іншою версією, був вимушений покінчити життя самогубством.

## Війна з євреями

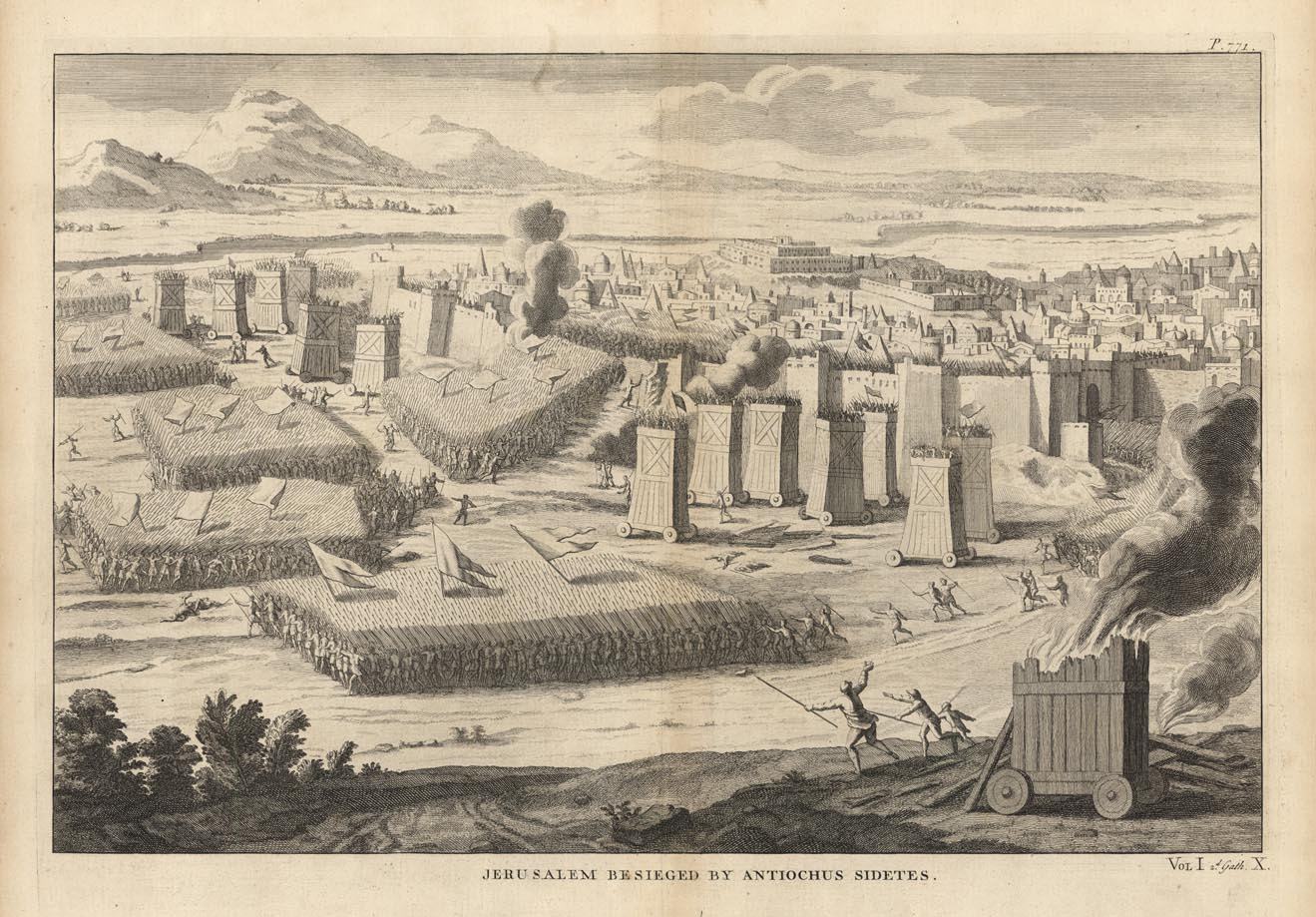
Облога Єрусалима військом Антіоха VII. Малюнок з книги «Dictionnaire historique, critique, chronologique, geographique et litteral de la Bible» (1720).

Здобувши перемогу над узурпатором, молодий басилевс починає зміцнювати свою владу над залежними народами, серед яких були й євреї. Спочатку відносини Антіоха з даним семітським народом були мирними. Як зазначалося вище, Симон Хасмоней надіслав допомогу Антіоху, коли останній держав у облозі Дору. У Першій книзі Маккавеїв зазначається, що басилевс чомусь відмовився від дарів Симона та зробив його своїм ворогом, однак Йосип Флавій розповідає, що басилевс прийняв допомогу, а ворожнеча почалась вже після повалення Трифона. Висловлювалася думка, що допомога від Симона була або недостатньою, або ж запізнілою.
Спочатку до Єрусалима прибув Афінобій, товариш басилевса, з метою стягнути компенсацію у розмірі тисячі талантів за захоплені євреями міст: Газари та Іоппії. Симон показав посланцю свої багатства, а потім запропонував суму у десять раз менше. Обурений посланець повернувся до Антіоха. Басилевс відправив військо на чолі з Кендебієм, аби покарати Симона та побудувати фортецю Кедрон. Даний похід закінчився невдачею, але чому саме невідомо. Давні джерела вказують різні причини: або Симон розбив вороже військо у битві, або ж переміг завдяки партизанській тактиці.
Тоді Антіох вирішив власноруч вирішити це питання. Сам похід за різними джерелами датується по різному, але у проміжку 134—130 років до н. е. На той час Симона Хасмонея вже не було в живих, його вбив його зять, Птолемей, син Авува. Останній планував стати новим первосвящеником за допомогою військ Селевкідів, але син Симона Йоханан Гіркан зміг перемогти вбивцю батька та став новим первосвящеником. Висловлювалася думка, що саме Антіох VII підштовхнув Птолемея до цього злочину. Також перед походом Антіох VII відправив багаті дари римському полководцю Сципіону Еміліану, що розцінюється деякими дослідниками як спроба отримати гарантію невтручання римлян у війну з їх союзниками.
Близько 134 року до н. е. селевкідська армія на чолі з Антіохом VII розграбувала Юдею та взяла в облогу Єрусалим. Північна сторона міста була найвразливішою, тому саме там басилевс наказав побудувати сто триповерхових облогових веж і розмістив там по загону солдат. Також навколо Єрусалиму був виритий глибокий та широкий подвійний рів. Євреї потерпали від щоденних атак ворога та голоду, нестачу води вони змогли компенсувати збором дощової. Йоханан, зрозумівши, що не зможе прокормити всіх людей, наказав залишити в місті лише боєздатних, а всіх інших наказав вигнати з міста. Втім, вигнанці не змогли подолати укріплення Антіоха і залишились під міським муром, багато з них померло від голоду. Коли настало свято Суккот, Йоханан змилосердився над вигнанцями та наказав впустити їх в місто. Тоді ж він запросив у басилевса тижневе перемир'я, щоб євреї мали змогу відсвяткувати Суккот. Антіох не тільки погодився на прохання Йоханана, але й відправив жертовні дари, биків з позолоченими рогами та золоті і срібні чаші з пахощами. Євреї були вражені вчинком Антіоха, та прозвали його Евсебом (дав.-гр. Εὐσεϐής), тобто Благочестивим. Таким чином, розпочалися мирні переговори. Облога тривала майже рік.

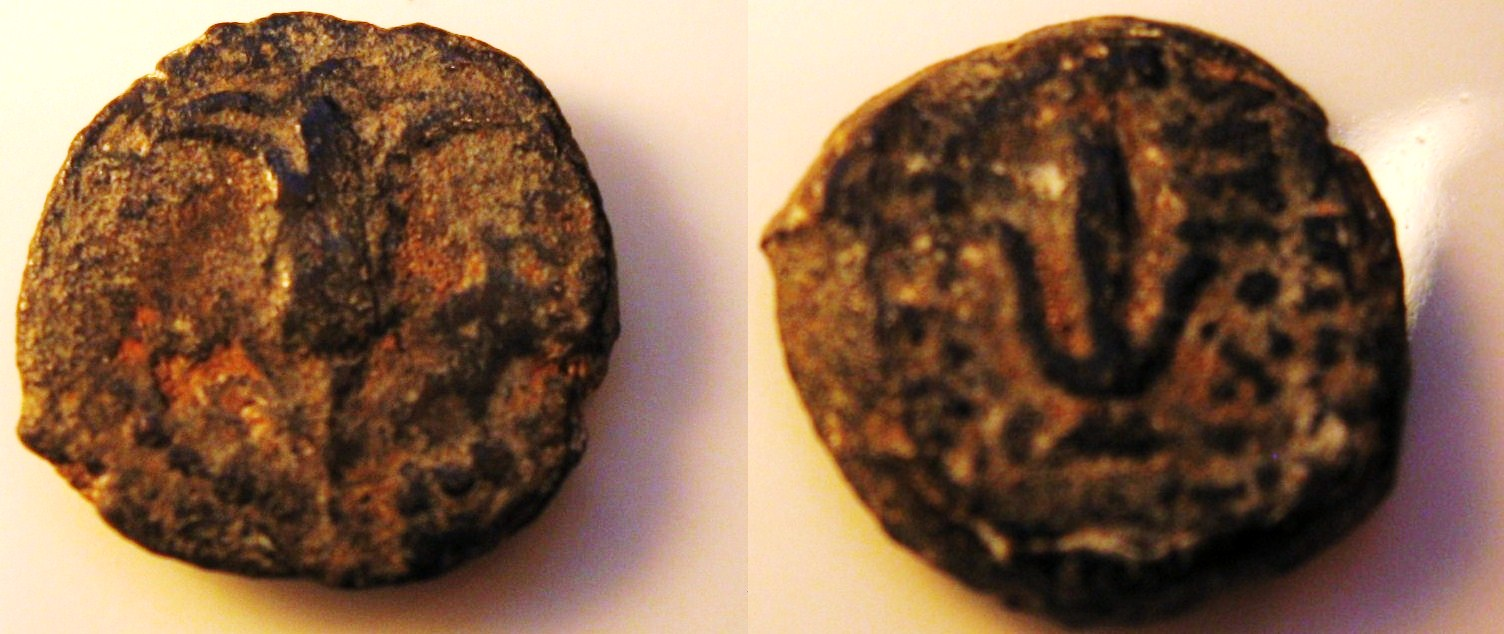
Бронзова монета Антіоха VII викарбувана у Єрусалимі.

Друзі басилевса пропонували скористатися нагодою та знищити євреїв. За їх словами євреї — це єдиний народ, що уникав стосунків з іншими народами та дивився на всіх людей як на ворогів, але Антіох вирішив поступити по своєму. За результатами переговорів євреї склали зброю, відмовились від зазіхань на міста за межами Юдеї, виплатили п'ятсот талантів данини та дали заручників, серед котрих був брат Йоханана. У свою чергу Антіох підтвердив усі права та привілеї, котрі отримали євреї від його попередників, серед яких було і право на карбування монети. Євреї залишилися відданими Антіоху до самої його смерті і брали участь, на чолі з Йохананом, у парфянському поході басилевса.
Існують декілька версій, чому Антіох VII припинив облогу і підписав мирний договір з євреями. Одні дослідники пов'язують це з тиском зі сторони Римської республіки, котра мала союзний договір з Державою Хасмонеїв, інші з парфянською агресією на сході. Російський дослідник Аркадій Абакумов вважав, що своїми вчинками Антіох VII показав, що у політиці щодо покорених народів, він відмовляється від насильницьких дій Антіоха IV Епіфана і повертається до поміркованої політики Антіоха III Великого. Басилевс досягнув успіху у своєму поході й обійшовся без великих людських втрат.

## Парфянська війна

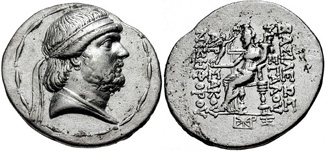
Тетрадрахма Фраата II.

Після того, як басилевс вдало розібрався з внутрішніми проблемами, він вирішує відвоювати у Парфії території, втрачені його попередниками. Згідно з античним істориком Юстином, однією з причин війни був колишній басилевс Деметрій II Нікатор, котрий перебував у полоні. У Парфії він був почесним бранцем, його одружили на Родогуні, дочці царя Мітрідата I та поселили у Гірканії. Хоча Деметрій робив декілька спроб втекти, парфяни його схоплювали й повертали, плануючи використати його у майбутній війні з Державою Селевкідів. Антіох вирішив не чекати на це і першим атакував.
Огюст Буше-Леклерк серед причин східного походу Антіоха VII вказував на його химерний статус, як правителя. Хоча він і переміг узурпатора Діодота Трифона, але і сам міг виглядати таки узурпатором у очах підлеглих. Бо він оголосив себе басилевсом замість того щоб бути тимчасовим правителем та домовлятися про викуп з полону законного басилевса Деметрія II. Також до війни з Парфією могла підштовхувати дружина Антіоха VII — Клеопатра Тея, яка певно мала великий влив на чоловіка, бо завдяки їй він був забов'язаний владою. На думку дослідника, Клеопатра Тея не планувала повернутися до колишнього чоловіка, але боялася його звільнення самотужки або за наказом Фраата II. Тому хотіла звільнити Деметрія II з парфянського полону і тримати його під контролем. Інші плани щодо брата Буше-Леклерк приписував басилевсу, у разі успішного східного походу Антіох VII міг віддати Деметрію II в управління верхні сатрапії.
Весною 131 року до н. е. Антіох зібрав величезне військо і вирушив у похід на парфян з метою повернути території, втрачені його братом. Чисельність селевкідського війська відрізняється у джерелах, згідно з Юстином в Антіоха VII було вісімдесят тисяч солдатів та двісті тисяч в обозі, хоча згодом він пише про 100 тисяч піхоти та двадцять тисяч кінноти. Діодор Сицилійський писав, що всього було 300 тисяч осіб, а Павло Орозій зазначає 100 тисяч військових та двісті тисяч цивільних. Однак, сучасні дослідники вважають дані цифри значно завищеними. Чисельність війська Антіоха VII набагато перевищувала армії його попередників. Так, Антіох III у битві при Магнезії мав 72 тисячі осіб, а Антіох IV під час огляду військ у Дафні мав п'ятдесят тисяч. Велика чисельність цивільного населення у війську наштовхнула дослідників на думку, що похід був воєнно-колонізаційною експедицією. Антіох VII мав на меті побудувати на відвойованих землях нові міста та еллінізувати місцеве населення, і тим самим повернути лояльність цих земель, яка була втрачена після винищення місцевого грецького населення парфянами під час східного походу Антіоха III. Античний автор Посідоній з Апамеї дорікав, що селевкідська армія була переобтяжена кухарями, пекарями, акторами тощо. Еліас Бікерман зауважував, що античний мораліст не дооцінював важливість інтендантської служби, без якої армія перетворюється у зграю мародерів. Під час походу Антіоха VII супроводжували діти Деметрія II. На думку Огюста Буше-Леклерка, взявши їх басилевс показував парфянам, що він воює за інтереси гілки Деметрія II, яку вони вважали легітимною. Також діти могли допомогти у разі переговорів Антіоха VII з братом.
Кампанія почалася вдало, басилевс знайшов підтримку серед грецького населення Межиріччя та Вавилонії. Мешканці Селевкії самі підняли повстання та вбили Енія, парфянського намісника. Також на бік Антіоха VII перейшли місцеві правителі, котрі сплачували данину парфянам. У Вавилонії басилевс тричі розбив війська супротивника, зокрема у битві на річці Лікос, де йому протистояв полководець Індат. На честь перемоги Антіох VII наказав збудувати пам'ятник та погодився на прохання євреїв залишитися на два дні, щоб останні мали змогу відсвяткувати П'ятидесятницю. Вважається, що погодившись, басилевс зміг зміцнити лояльність серед євреїв та отримав час для перегрупування армії після битви.

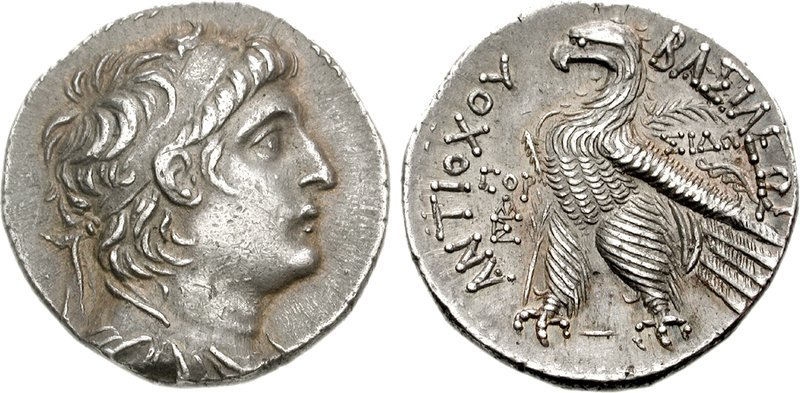
Тетрадрахма Антіоха VII фінікійського стандарту з ідеалізованим портретом басилевса

Після захоплення Вавилона, Антіох прийняв титул Великий. В результаті вдалих дій басилевса під владою Фраата II залишилася лише Парфія. Селевкідська армія була розквартирована на підкореній території та залишилася на зимування. У сучасних дослідників немає одностайної думки, де саме зимувало військо Антіоха. Радянський дослідник Анатолій Бокщанін вказував на Мідію, але згодом Томас Фішер висловив думку про Гірканію та Парфію, котру підтримав Геннадій Кошеленко. Мідія була одною з найбільш еллінізованих провінцій і досить малоймовірно, щоб місцеве населення повстало проти одноплемінників. У той час Парфія та Гірканія були менш еллінізовані, до того ж грецьке населення згаданих провінцій значно зменшилося після подій під час східного походу Антіоха III.
Побачивши, що силою Антіоха VII не перемогти, парфянський цар вдався до хитрощів. Щоб приспати пильність басилевса, Фраат II відправив до нього послів домовлятися щодо миру. У той же час він наказав зміцнити свою столицю — Нісу й найняв військо саків, котрі нещодавно захопили Пенджаб. Також, аби дестабілізувати сили супротивника, він відпустив Деметрія II і відправив його до Сирії, давши загін парфян. Антіох VII був переконаний, що парфяни були вже не в спромозі чинити опір і тому висунув наступні вимоги: відпустити Деметрія II та повернути його додому, повернути всі завойовані території, крім родових володінь парфян і стати данником Селевкідів. Втім, парфянський цар не прийняв ці вимоги, бо перемовини були йому потрібні лише для того, щоб виграти час. Потім Фраат почав спонукати міста, де зимували селевкідські війська, на повстання. Місцеві жителі потерпали від насилля солдат та були змушені постачати їм харчі, особливо своєю жорстокістю відзначився стратег Антіней. Не дивно, що в такій ситуації Фраат II знайшов багато прихильників. Міста повстали одночасно в обговорений день й селевкідські гарнізони не мали змоги підтримати один одного, до того ж один з винуватців повстання, стратег Антіней, втік, залишивши військо без командування. Коли про це довідався Антіох VII, він із силами вирушив на допомогу ближчим гарнізонам, але несподівано зіткнувся з парфянським військом. Не зважаючи на поради своїх друзів відступити, басилевс вирішив дати бій супротивнику. Попри хоробрість Антіоха його військо було розбито. За різними версіями, він або загинув у бою, або, щоб не бути захопленим у полон, спрямував свого коня у прірву. На думку Кея Елінґа, версія про самогубство могла виникнути після того, як історія про смерть у бою не отримала визнання, або була визнана неприйнятною. Дослідник відмічав, що серед оточення селевкідських басилевсів панували погляди філософів стоїків та епукурейців. Друзі басилеса могли прославляли самогубство, як достойне завершення життя замість ганебних полону або страти. Парфяни були вражені хоробрістю Антіоха VII та організували урочисті похорони. Згідно Посідонію з Апамеї, цар Фраат II сказав такі слова перед труною свого ворога: «Згубили тебе, Антіох, пияцтво та нерозсудливість: ти надіявся великими келихами вичерпати царство Арсака». Потім його тіло у срібній труні відправили до Батьківщини. Уся Сирія з жалобою оплакувала свого улюбленця.
Парфяни полонили дітей Деметрія II, котрі були у свиті Антіоха: сина Селевка та дочку. З Селевком поводились згідно з його статусом і згодом його відпустили на батьківщину, а дочка вразила Фраата II своєю красою і він зробив її однією зі своїх дружин.
Зі смертю Антіоха VII закінчився короткостроковий період посилення влади басилевса. Внаслідок поразки Держава Селевкідів зазнала значних людських втрат від яких вона так і не змогла оговтатись. Як писав Едуард Меєр: «Поразка Антіоха Сідета у 129 р. була катастрофою еллінізму у континентальній Азії і одночасно Держави Селевкідів». Юдея, Харакена та Осроена стали незалежними державами, територія підвладна Селевкідам обмежувалася Сирією та Кілікією. Однак парфяни не змогли скористатися нагодою й захопити рештки імперії. Невдовзі Фраата II та майже все парфянське військо було знищено саками, на бік яких, під час битви, перейшли елліни з війська загиблого Антіоха VII.
Одною з основних причин поразки Антіоха вказують на невдале управління та розділення війська, коли більшість армії була розосереджена по захопленій території як гарнізони. У критичний момент при басилевсі зосталося мало солдат щоб дати відсіч парфянам, а інші знаходились дуже далеко щоб допомогти. Едвін Бівен зазначав, що хоча у битвах басилевс успішно очолював військо, він нехтував організацією зимових квартир та індендантською службою, що стало причиною його поразки. Також серед причин вказують на жорстоке ставлення до підкореного населення. Спочатку підкорене населення приязно ставилося до Селевкідів, але жорстокість солдат та непродумана політика постачання військ призвели до повстання. На думку Бокщаніна жорстокість до місцевого населення була спричинена нетерпимістю до іноплемінників серед панівної еліти Держави Селевкідів, котра складалася з македонян та помстою за підтримку парфян у минулих війнах. Однак Томас Фішер зазначав, що приязно до Антіоха ставилися мешканці еллінізованих провінцій, Вавилонії та Мідії, а опір чинили жителі більш східних Гірканії та Парфії.

## Особистість

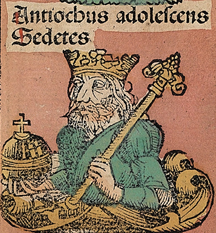
Зображення Антіоха VII з Нюрнберзької хроніки (1493)

Античні автори підкреслювали пияцтво Антіоха, так Клавдій Еліан називав басилевса «рабом вина» та додав його до свого списку відомих пияків.
Його сучасник Афіней Навкратійський також писав про пияцтво Антіоха, посилаючись на працю Посідонія з Апамеї. Також згідно Посідонію, Антіох VII проводив щоденні бенкети для всього народу, на котрих було безліч печені та солодощів, крім того кожен відвідувач забирав із собою свіже м'ясо звірів, птиці та морських тварин.
За однією з версій вважається, що саме Антіох VII наказав вбити епікурейського філософа Діогена Селевкійського, бо не міг вже терпіти його лихослів'я, хоча існує версія, що це був Антіох VI Діоніс. Огюст Буше-Леклерк також відносив до дій Антіох VII лист басилевса до Фанія, у якому він наказує вигнати з держави всіх філософів, стратити юнаків, які у них вчилися, а батьків останніх — покарати. Цей лист приведений Афінеєм Навкратійським у «Бенкетуючих софістах» вважається сумнівним, так німецький вчений Людвіг Радермахер вважав його фальшивкою написаною євреями для дискредитації Селевкідів. Едвін Беван зазначав, що якщо лист не фальшивка, то описана подія могла статися лише у покоління Антіоха XI Філадельфа або Антіоха XIII Азійського, яких дослідник називав ватажками бандитів. Навпаки Франц Альтгайм відносив лист до правління Антіоха IV Епіфана.
Йосип Флавій спочатку у своїх творах вкрай негативно ставився до Антіоха, називаючи його пихатим та зіпсованим. Але, протягом написання «Юдейських старожитностей», відношення до басилевса кардинально змінюється. Після того як басилевс надсилає дари Храму та укладає мирну угоду з євреями, він стає благочестивим. Тесса Раджак пов'язувала це з тим, що ранні роботи Флавія були написані виключно на єврейських джерелах, а більш пізня Юдейська старовина писалася в Римі, де автор мав змогу ознайомитися з творами грецьких істориків. Вважається, що єврейський історик змінив свій погляд на басилевса після ознайомлення з працями Миколи Дамаського та Страбона. Ці праці до нас не дійшли, але Діодор Сицилійський, котрий також використовував праці Миколи, називав Антіоха «великодушним та кротким».
Плутарх пише, що «Антіох був добрим правителем, але занадто слухався своїх друзів та захоплювався мисливством, тому багато чого не бачив і пропускав важливі справи».
Серед істориків існують різні оцінки Антіох VII, так Едвін Беван називав його останнім великим правителем з династії Селевкідів, якому була притаманна імпульсивна енергія, хоробрість та великодушність, басилевс поділяв старе македонське захоплення флотівництвом і війною. Навпаки Джон Гренджер вважав Антіох VII людиною з обмеженими обдаровуваннями, критикуючи як невдачі у логістиці війська, так і політичну діяльність басилевса. Огюст Буше-Леклерк характеризував басилевса людиною з «палкою і відданою натурою, дещо романтичною, яка не встигла досягти зрілості». Російський історик Аркадій Абакумов називав Антіоха VII одним з найбільш загадкових та суперечливих правителів держави Селевкідів.

## Родина
Антіох був одружений з египетською принцесою Клеопатрою Теа, дружиною брата. Для двадцятисемирічної Клеопатри це був третій шлюб, водночас Антіох був ще підлітком. Відомо що він усиновив свого племінника Селевка, та зробив його своїм спадкоємцем. Про статус інших дітей Деметрія II достеменно невідомо, але його дочка була при дворі Антіоха під час парфянського походу. Від Клеопатри мав сина, майбутнього басилевса Антіоха IX Кізікена. З «Хроніки» Євсевія Кесарійського також відомо про ще чотирьох дітей: синів Антіоха та Селевка і двох дочок, котрих звали Лаодіками, вважається, що ці діти померли в юному віці від хвороби. Огюст Буше-Леклерк зазначав, що в басилевса народилося досить багато дітей за його недовге правління і припускав, що Євсевій міг змішати дітей Антіоха VII з дітьми Деметрія II від попереднього шлюбу. Такими він вважав Селевка та одну з Лаодік, Кріс Беннет зауважив, хоча ця версій прийнята більшістю дослідників, вона лише найпростіша з можливих.
Басилевс Александр II Забіна стверджував, що він був прийманим сином Антіоха, в той же час він називав себе сином Александра I Баласа. Але стародавні автори стверджували, що Александр Забіна був самозванцем і його справжнім батьком був єгипетський торговець на ім'я Протарх.

## Епіклеси
Повна титулатура відома з напису з Аке-Птолемаїди, де басилевс був названий Мегас С(отер) Евергет Каллінік. Основним епітетом, котрим користувався Антіох був Евергет (дав.-гр. Eυεργέτης, Благодійник), саме він карбувався на більшості монет. Після захоплення Вавилону Антіох прийняв епітет Мегас (дав.-гр. Μέγας, Великий), повторюючи свого прадіда Антіоха III, котрий отримав цей епітет за успішний східний похід. Епітет Сотер (дав.-гр. Σωτήρ, Спаситель) згадує Йосип Флавій, але немає відомостей коли він був прийнятий. Бокщанін вважав, що цей епітет Антіох отримав від своїх прихильників під час боротьби з Діодотом Трифоном. Про епітет Каллінік (дав.-гр. Καλλίνικος, Прекрасний переможець) немає інших згадок стосовно Антіоха VII.
Також з праці Йосипа Флавія відомо, що Антіох був прозваний жителями Єрусалиму Евсебом (дав.-гр. Εὐσεϐής, Благочестивий), після того як приніс дари Храму та уклав мирний договір із євреями. Цим епітетом вони підкреслювали відмінність басилевса від одного з своїх попередників, Антіоха IV Епіфана, котрий своїми вчинками спричинив ненависть серед євреїв. Епітет не зустрічаються в інших джерелах у відношенні до Антіоха VII. Однак маловживаність епітета не може бути підставою щоб стверджувати що він вигаданий Флавієм, або використовувався лише євреями.
У античних авторів Антіох був відомим під прізвиськом Сідет (дав.-гр. Σιδήτης; Сідетський), за те що народився у памфілійському місті Сіде.

## Монети

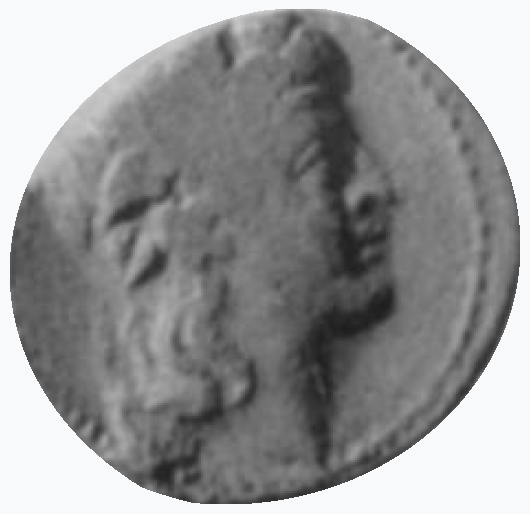
Аверс монети «басилевса Антіоха» 162 року ери Селевкідів з зображенням Діоніса.

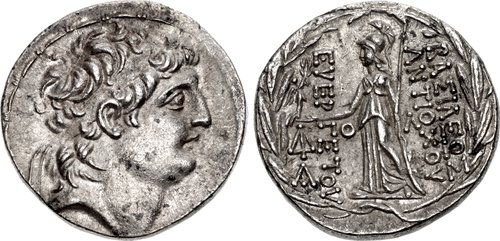
Каппадокійська імітація монети Антіоха VII. На реверсі зображена Афіна Нікіфор

Відомий лише один тип золотих монет Антіоха VII, це статер аттичного стандарту із зображенням на реверсі Ніки на колісниці та легендою «Басилевса Антіоха Великого Благодійника» (дав.-гр. ΒΑΣΙΛΕΩΣ ἈΝΤΊΟΧΟΥ ΜΈΓΑΛΟΥ ΕΥΕΡΓΈΤΟΥ) та датований ΘΟΡ (179) роком ери Селевкідів (134/133 роки до н. е.). На більшості інших монет розміщувалася легенда «Басилевса Антіоха Благодійника» (дав.-гр. ΒΑΣΙΛΕΩΣ ἈΝΤΊΟΧΟΥ ΕΥΕΡΓΈΤΟΥ).
На аверсі срібних тетрадрахм викарбуваних в Антіохії-на-Оронті басилевс зображувався повнощоким, на монетах фінікійського стандарту, які карбувалися у Тірі портрет володаря був більш ідеалізований та художній. На реверсі срібних монет аттичної ваги зображувалася елегантна стояча Афіна Нікіфор на тетрадрахмах та Ніка на драхмах. Винятком були монети з кілікійських міст Соли, Тарса та Маллос котрі карбували монети з реверсом місцевих типів. На монетах Антіоха VII з Тарсу вперше з'являється зображення місцевого божества Санда у вигляді ассирійського бога, яке ассирологиня Стефані Даллі пов'язувала зі статуєю встановленою царем Сін-аххе-еріба. Монети фінікійського стандарту карбувалися з традиційним зображенням орла на реверсі.
На відміну від стандартизованих золотих та срібних монет, існувало велике різноманіття бронзових монет. Більшість монет були місцевих типів і лише деякі з традиційними для Селевкідів зображеннями Аполлона або якоря. Основна маса бронзових монет належала до трьох основних деномінацій — B, C, D. Монети найбільшого розміру з деномінації A відомі лише з Антіохії-на-Оронті та Селевкії Пієрії, а монети з найдрібнішої деномінації E лише з Урука. Після укладення мирного договору з Йохананом Гірканом у Єрусалимі почалося карбування мідних монет від імені Антіоха VII. Вони відносяться до деномінації C та містять зображення лілії та якоря, символів Хасмонеїв та Селевкідів відповідно. Також відома дуже рідкісна свинцева монета викарбувана у південній Келесирії.
З Антіохом пов'язуєтьс бронзова монета з зображенням Діоніса, яка зберігається в Музеї Фіцвільяма. Вона містить легенду «басилевса Антіоха» та датована ΒΞΡ (162) роком ери Селевкідів (151/150 роки до н. е.). Враховуючи, що викарбувані того року монети Деметрія I мали ідентичну монограму монетарія, історик Фріц Моріц Гайхельгайм припустив, що їх карбував, як він вважав, старший син Деметрія I — Антигон, який став басилевсом взявши тронне ім'я Антіох і чинив опір Александру I Баласу в Антіохії на Оронті. Дослідник Альфред Беллінджер вважав, що це припущення створює «незручні труднощі».
Через свою розповсюдженість та масовість, тетрадрахми Антіоха VII були імітовані каппадокійськими правителями вже після смерті селевкідського басилевса. Від справжніх тетрадрахм відрізнялися лише додатковими монограмами. Їх випуск почався при басилевсі Аріараті VII та продовжувався при його наступниках Аріараті VIII, Аріараті IX та Аріобарзані I.

## Зображення
Дослідник Роберт Флейшер, у своїй праці про портрети Селевкідів, ідентифікував чотири зображення Антіоха VII. Однак ці атрибуції не є загальновизнаними. Список цих зображень:
- Мармурова голова у Новій гліптотеці Карлсберга (інвентарний номер 447). Археолог Алан Вейс висловив сумнів у цій атрибуції, вказуючи що зображення не схоже на портрет басилевса на монетах. І взагалі бюст не схожий на королівський портрет[101]
- Бронзова скульптура у Національному музеї Ірану (інвентарний номер 2477)[102].
- Срібна емблема із зображенням голови у фригійському ковпаку анфас. Сучасне місце знаходження невідоме[103].
- Гема у Луврі з колекції Луї де Клерка[fr].

Також з Антіохом VII пов'язують камею із зображенням молодого Геракла у віденському Музеї історії мистецтв.

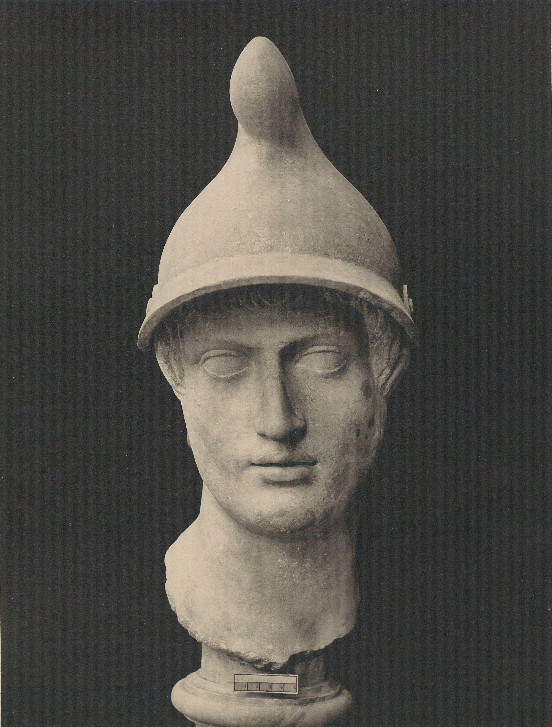
Мармурова голова
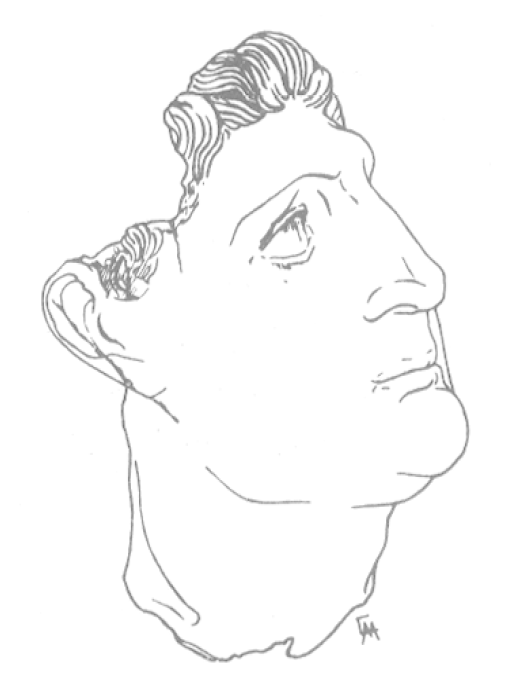
Малюнок голови бронзової скульптури
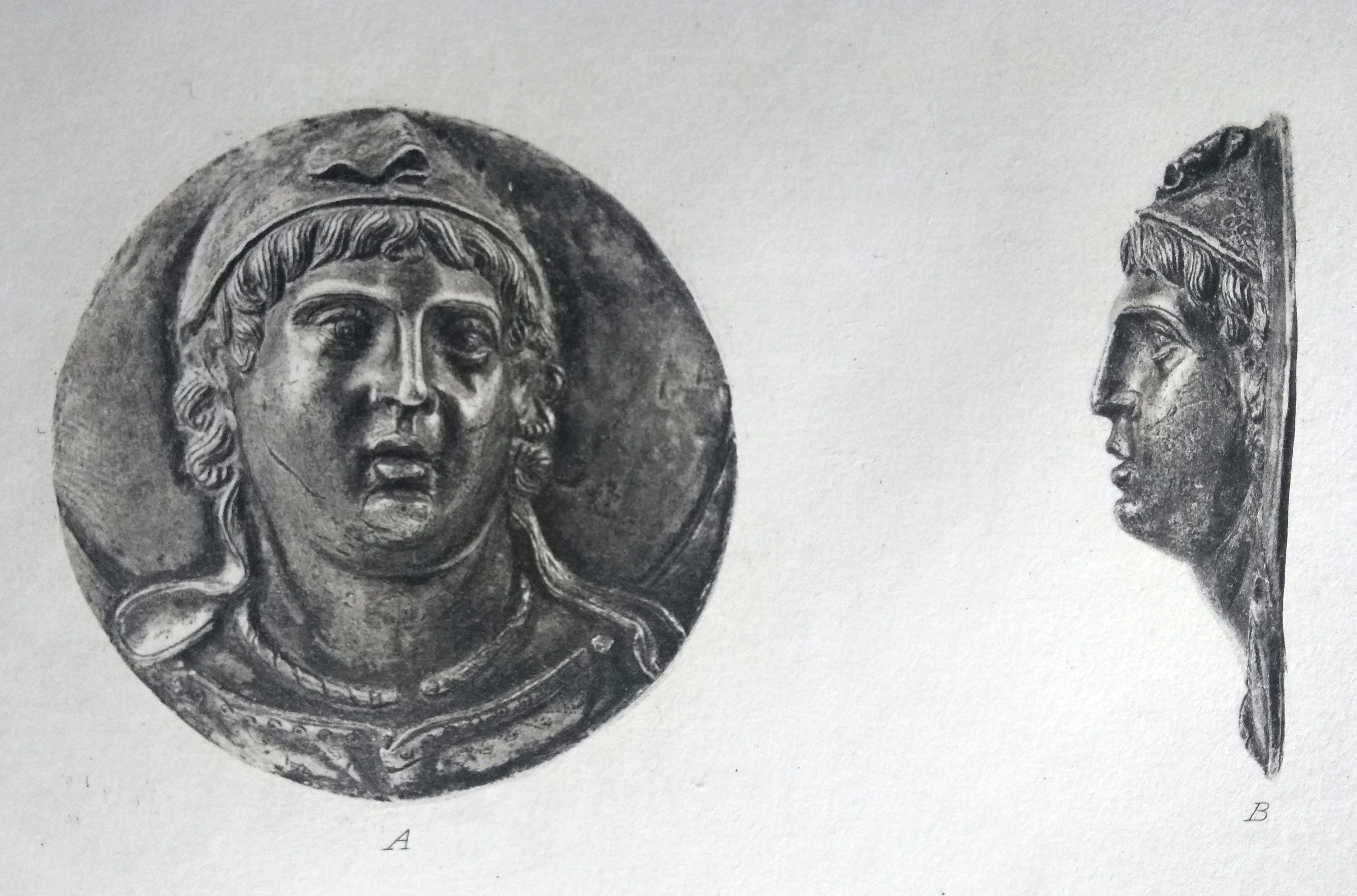
Срібна емблема
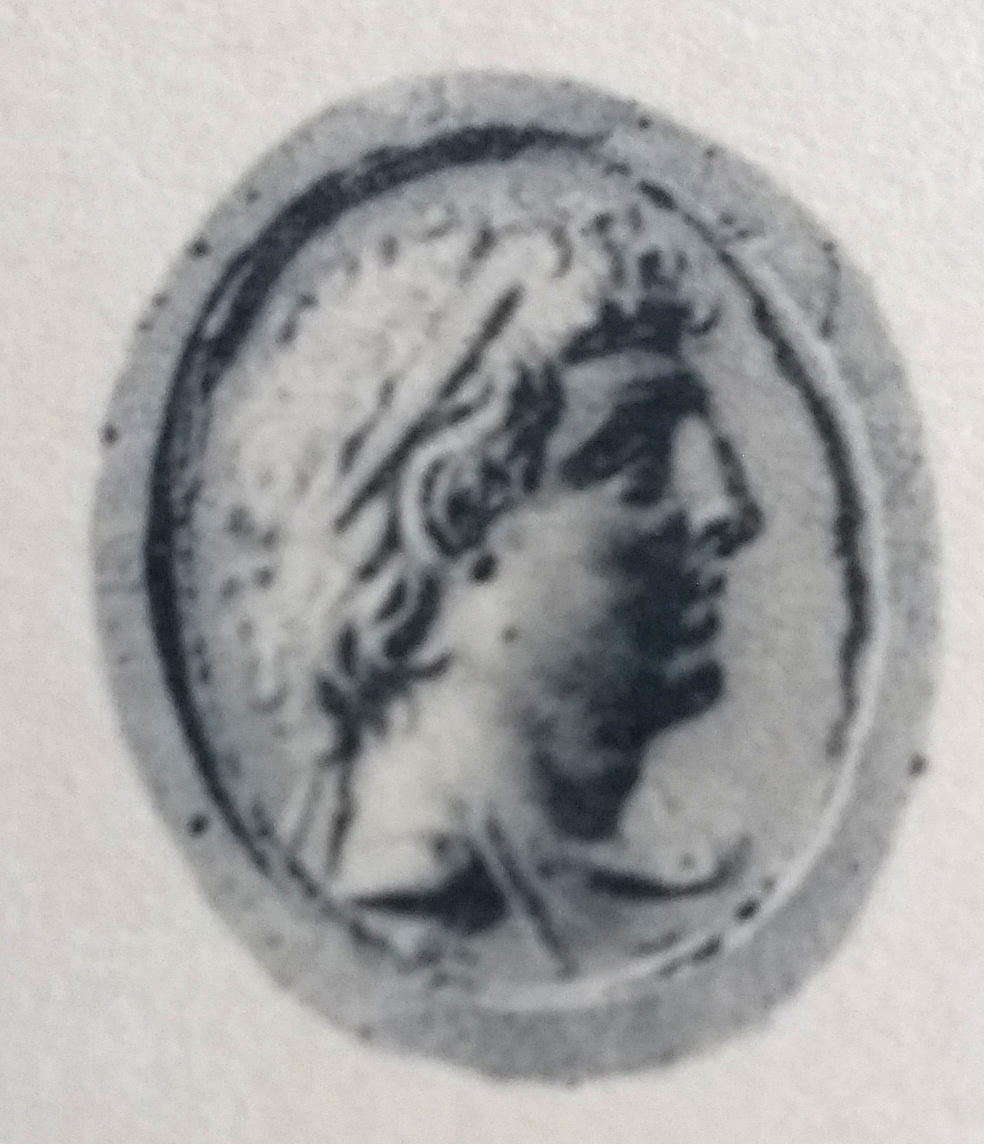
Гема з Лувру
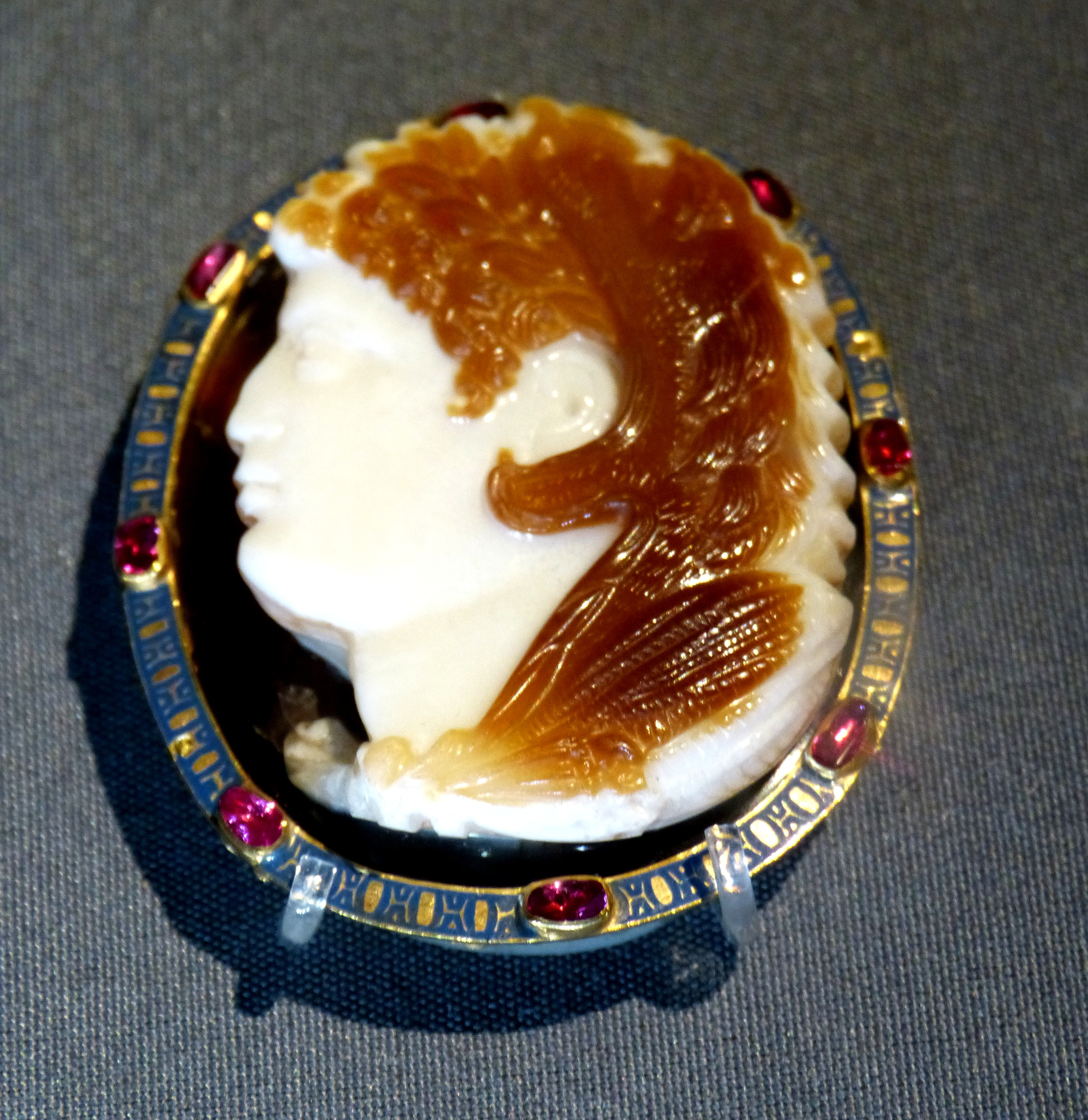
Камея, що зображує Антіоха VII в образі Геракла

### Коментар
1. ↑  Французький історик Огюст Буше-Леклерк зазначав, що Посідоній походив з Апамеї, рідного міста Діодота Трифона, до уродженців якої  завойовник Антіох VII ставився не дуже добре[6].
2. ↑  Антіох VII не знав, що його брата вже звільнили.
3. ↑  Американський історик Нельсон Дібвойз інтерпретував цей термін як Парфію[57], а радянський історик Сергій Толстов — як Парфію і Гірканію[58].